# خاویر سانینتی
خاویر سانینتی (انگلیسی: Javier Sanguinetti؛ زادهٔ ۸ ژانویهٔ ۱۹۷۱) بازیکن فوتبال اهل آرژانتین است.
از باشگاه‌هایی که در آن بازی کرده‌است می‌توان به باشگاه فوتبال بانفیلد و باشگاه فوتبال راسینگ کلوب آویاندا اشاره کرد.